# Fjälkinge kyrka
Fjälkinge kyrka är en kyrkobyggnad i Kristianstad kommun. Den är församlingskyrka i Fjälkinge församling i Lunds stift.

## Kyrkobyggnaden
Första kyrkan i Fjälkinge var byggd av trä. Vid träkyrkans västra gavel uppfördes ett massivt torn av gråsten någon gång på 1140-talet eller tidigare. Tornet erbjöd beskydd mot yttre våld och eld. Vid tornet uppfördes nuvarande stenkyrka i romansk stil någon gång omkring år 1190. Kyrkan bestod då av ett brett långhus med rund absid i öster och ett brett torn i väster. Vapenhuset vid södra sidan tillkom någon gång på 1400-talet. Vid senare delen av samma århundrade utsmyckades kyrkorummet med en serie kalkmålningar av Fjälkingemästaren, vars motiv var hämtade från Bibeln. Efter reformationen överkalkades målningarna. En korsarm vid norra sidan tillkom 1763 och kallas Nykyrkan. Vid bygget av Nykyrkan avlägsnades ett vapenhus vid norra sidan. Nykyrkans innertak fick ett tunnvalv av trä som målades 1770. Absiden i öster försågs 1783 med en dörr så att sakristian fick direktförbindelse med kyrkogården. 1799 försågs tornet med ett urverk. Urtavlor sattes upp åt tre väderstreck. Ingen urtavla sattes upp vid östra sidan eftersom byn saknade bebyggelse åt det hållet. Vid en sockenstämma 27 april 1851 gjordes överläggningar om att bygga ut kyrkan åt söder. Utbyggnaden genomfördes aldrig. En omfattande restaurering genomfördes åren 1965-1967 då valvens kalkmålningar togs fram och återställdes. En orgelläktare i kyrkorummets västra del från 1823 avlägsnades och orgeln sattes upp på Nykyrkans läktare. Dopfunten flyttades in i tornets bottenvåning som inreddes till dopplats. Kyrkan återinvigdes 14 maj 1967 av biskop Martin Lindström.

## Inventarier
- En skulpterad dopfunt av granit är samtida med kyrkan. Funten har uthuggna bilder föreställande en bevingad häst och ett bevingat lejon.
- Predikstolen i ålderdomlig romansk stil tillkom 1604. På korgens bildfält finns skulpturer som föreställer de fyra evangelisterna.
- Altaret i barockstil tillkom samtidigt med predikstolen år 1604. Altaret målades och förgylldes 1609. Altaruppsatsens överbyggnad som vilar på två marmorerade pelare förfärdigades troligen år 1687. På altartavlan står instiftelseorden till Herrens heliga nattvard på danska språket och årtalet 1609.
- Ett triumfkrucifix hänger på södra väggen i närheten av ett rekonstruerat medeltidsfönster. Tidigare satt krucifixet på en träbjälke i triumfbågen som skiljer koret från övriga kyrkorummet.
- I tornet hänger två kyrkklockor. Lillklockan som är äldst bär årtalet 1615 i en inskription och är omgjuten 1836. Storklockan lär vara ett krigsbyte från Ryssland och är såld till Fjälkinge 1731. Klockan är omgjuten 1758 i Malmö och 1768 i Karlskrona på grund av försämrat ljud. Ännu en omgjutning har genomförts 1852 i Näsby.

### Orgel
- 1824 byggde Pehr Strand och Pehr Zacharias Strand, Stockholm en orgel med 12 stämmor. Orgeln flyttades 1900 till Kiaby kyrka.
- 1900 byggde E. A. Setterquist & Son, Örebro en orgel med 13 stämmor på två manualer.
- Den nuvarande orgeln byggdes 1969 av A. Mårtenssons Orgelfabrik AB, Lund och är en mekanisk orgel. Fasaden är från en äldre orgel.

| Huvudverk I   | Svällverk II      | Pedal            | Koppel |
| Rörflöjt 8'   | Spetsgamba 8´     | Subbas 16´       | I/P    |
| Principal 4'  | Täckflöjt 4'      | Rörflöjtsbas 8'  | II/P   |
| Waldflöjt 2'  | Principal 2'      | Koralbas 4' + 2' | II/I   |
| Mixtur 3 chor | Kvinta 1 1/3'     |                  |        |
|               | Regal 8'          |                  |        |
|               | Crescendosvällare |                  |        |

## Omgivning
- Omkring 20 meter väster om kyrkan finns en byggnad som kallas kyrkporten och som var del av en tidigare kyrkogårdsmur. Byggnaden har putsade ytterväggar och ett tegeltäckt pyramidtak. Troligen är byggnadens äldsta delar från medeltiden. I gamla handlingar kallas byggnaden för likporten. I byggnadens övervåning förvarades förr i tiden kyrkans tiondespannmål.
- Äldsta kyrkogården finns mellan kyrkan och en prästgård som ligger åt söder. Kyrkogårdsmuren var tidigare täckt med tegel.

## Bildgalleri

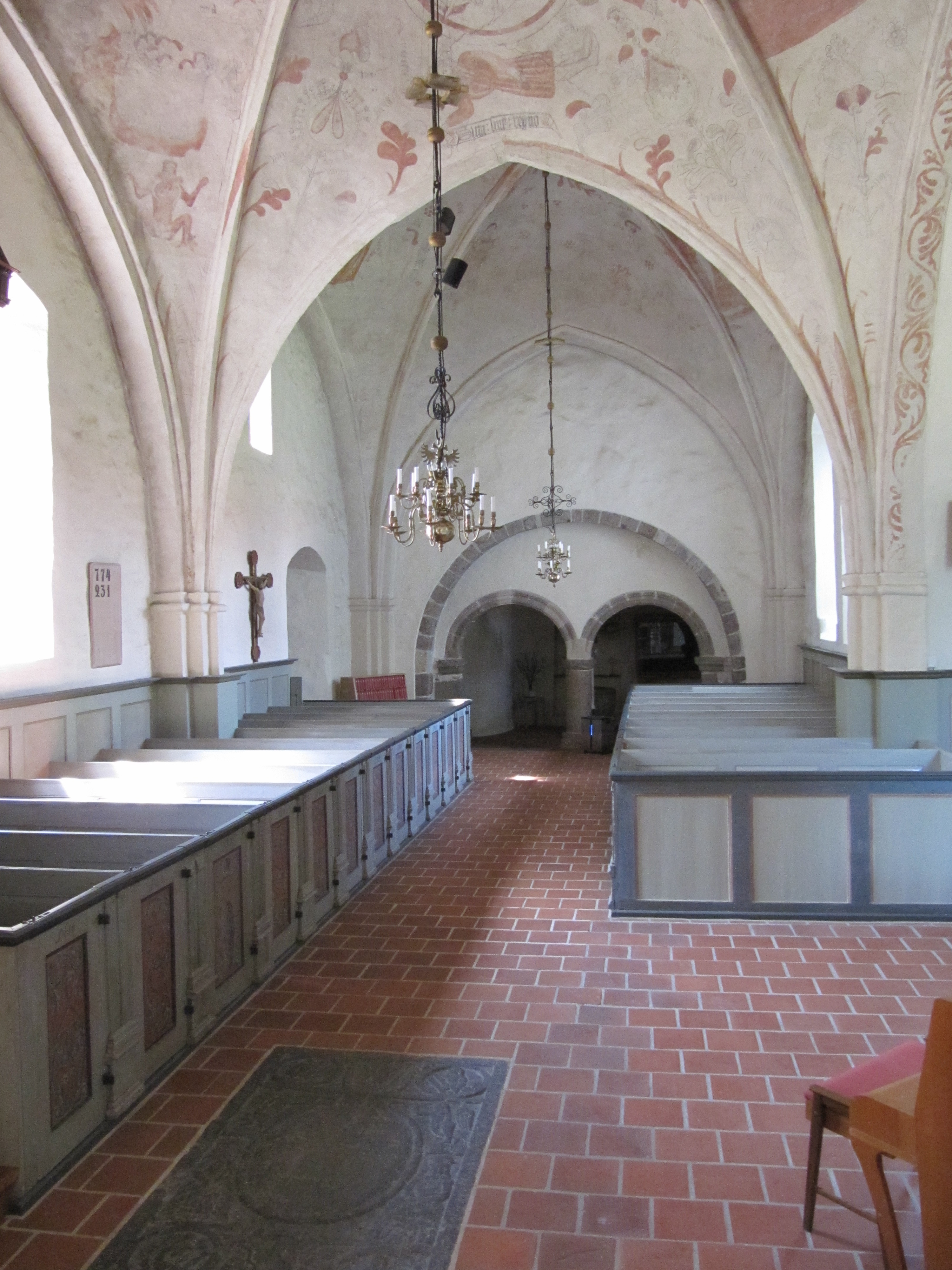
Kyrkorum mot väster
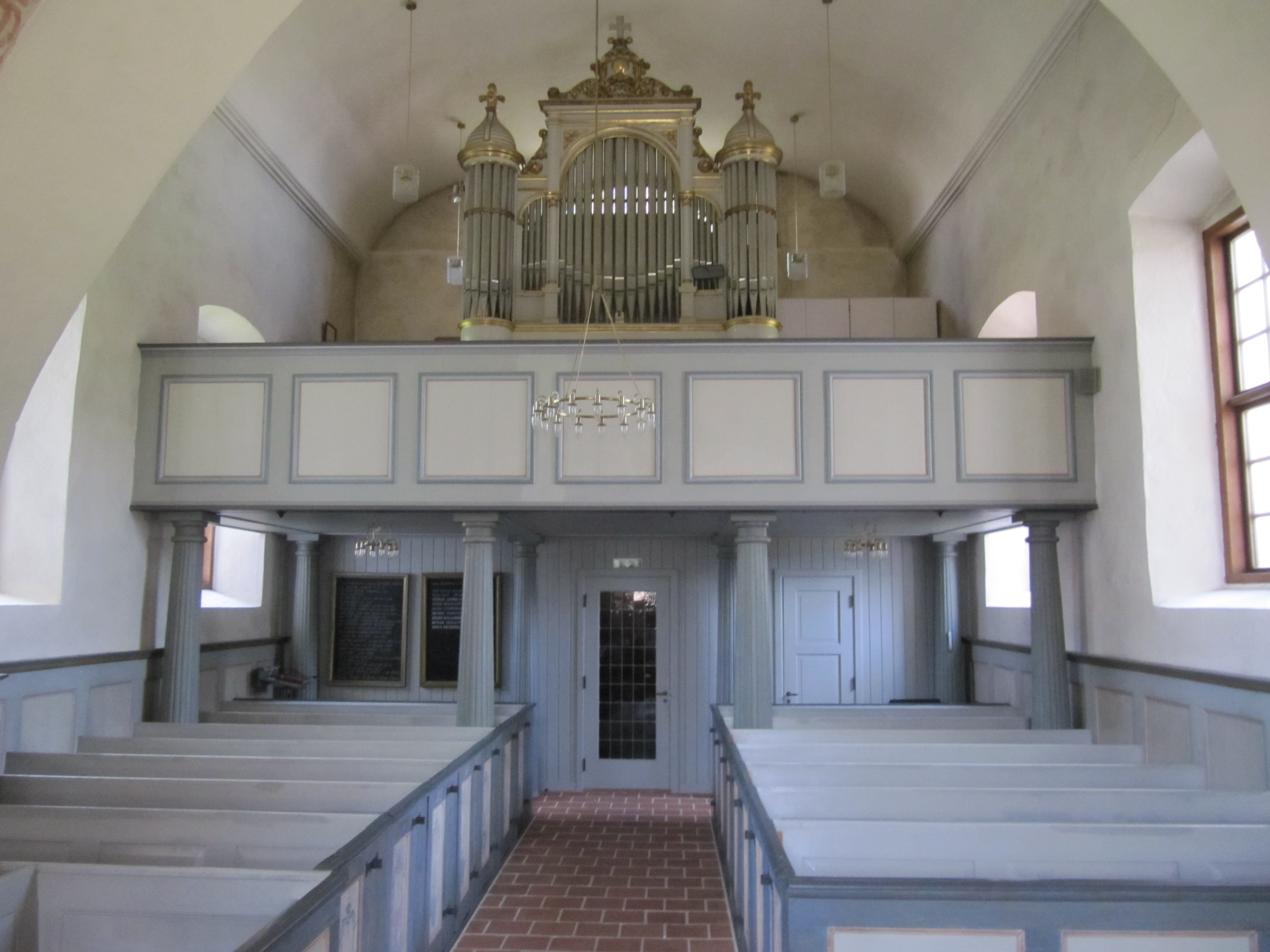
Norra korsarmen Nykyrkan
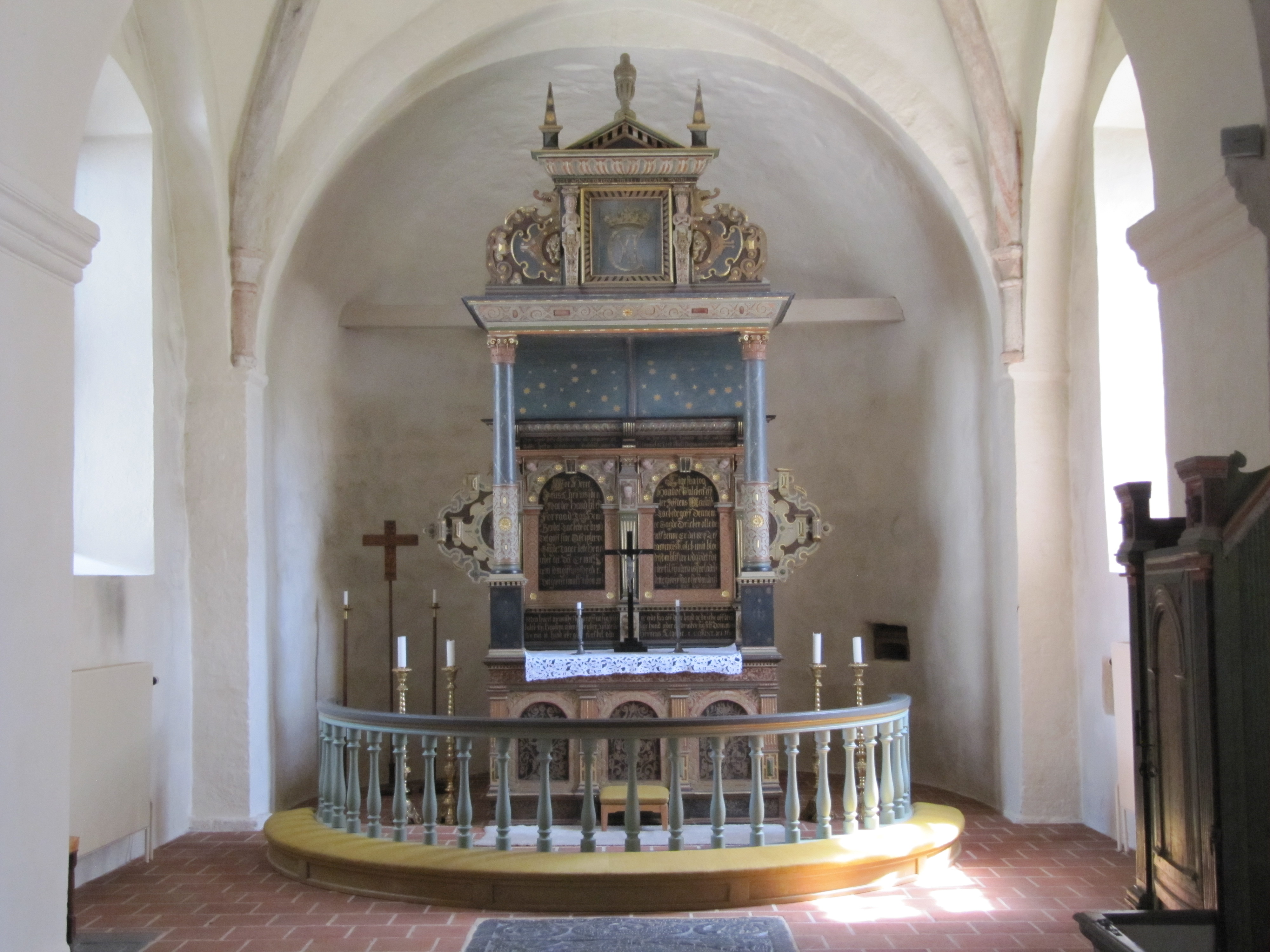
Altare med altaruppsats
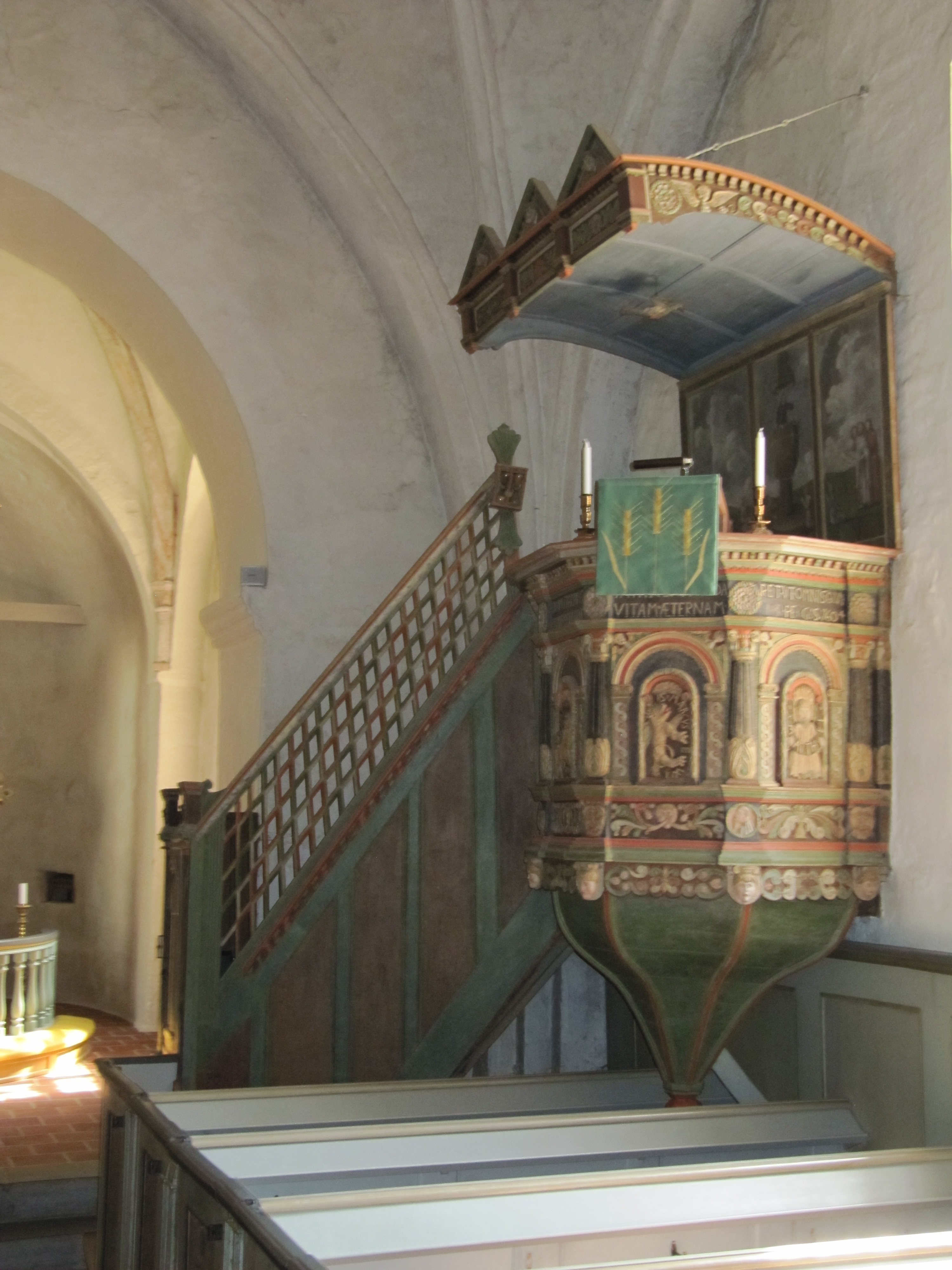
Predikstol
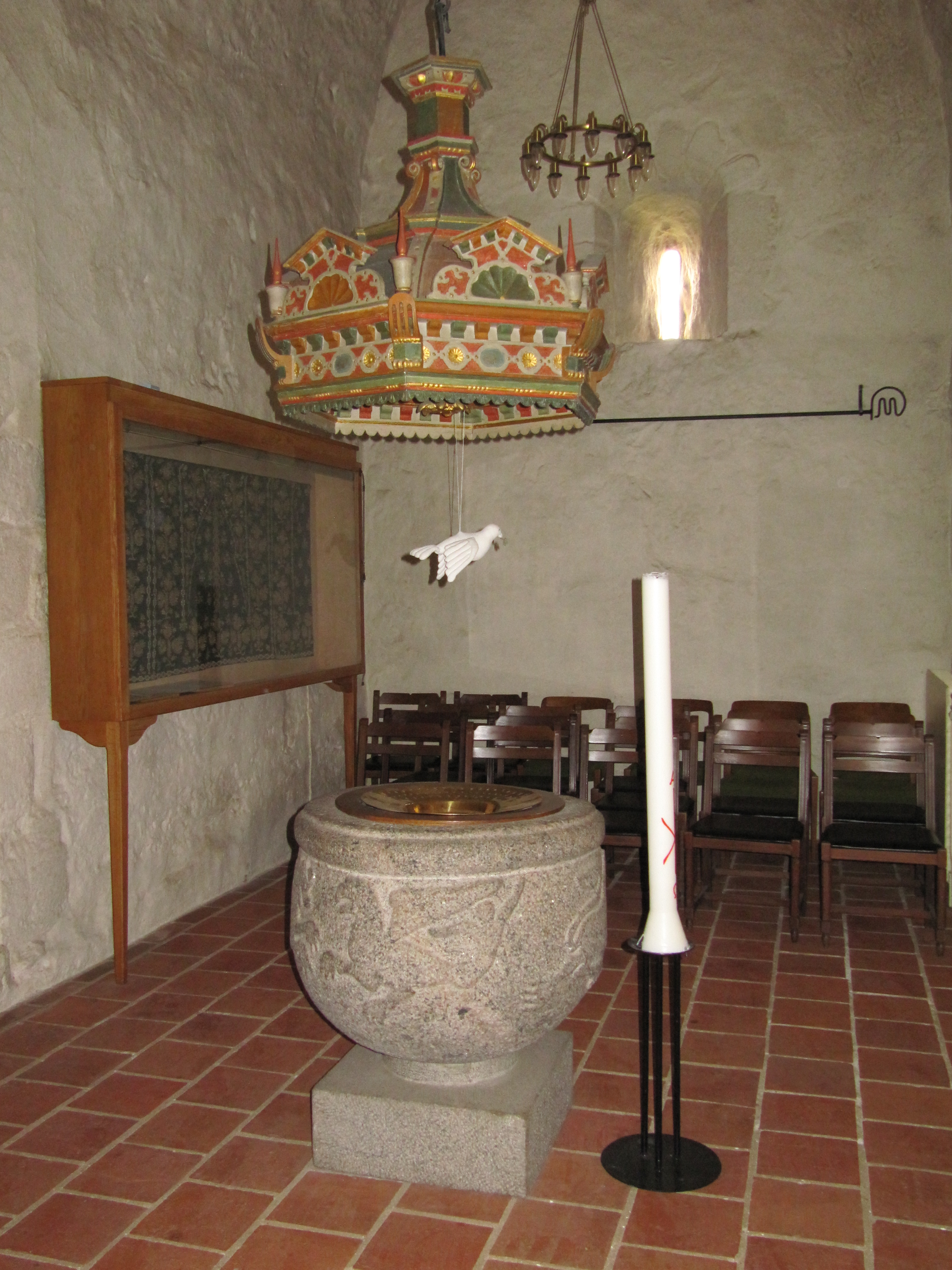
Dopfunt i tornrummet
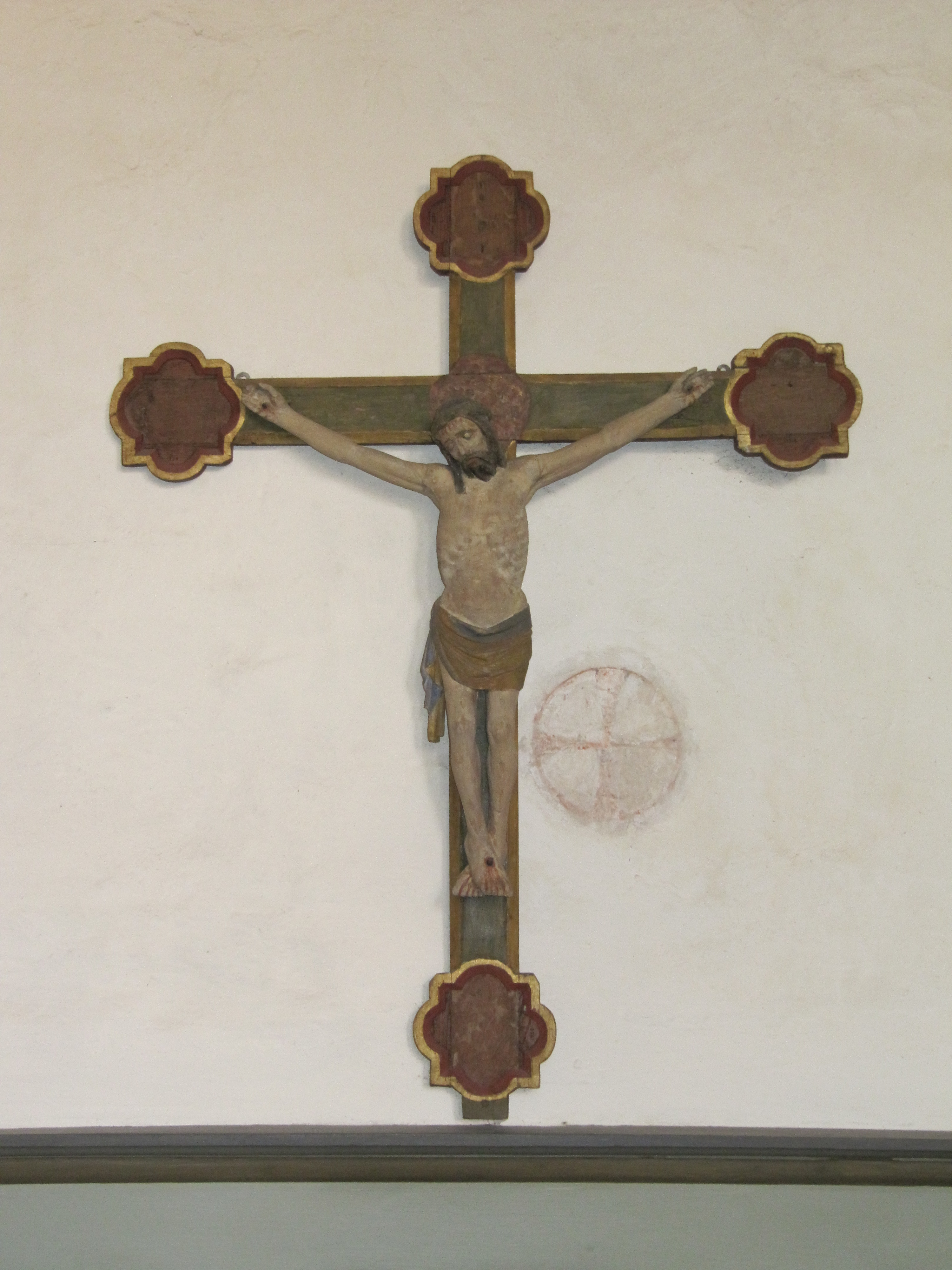
Triumfkrucifix
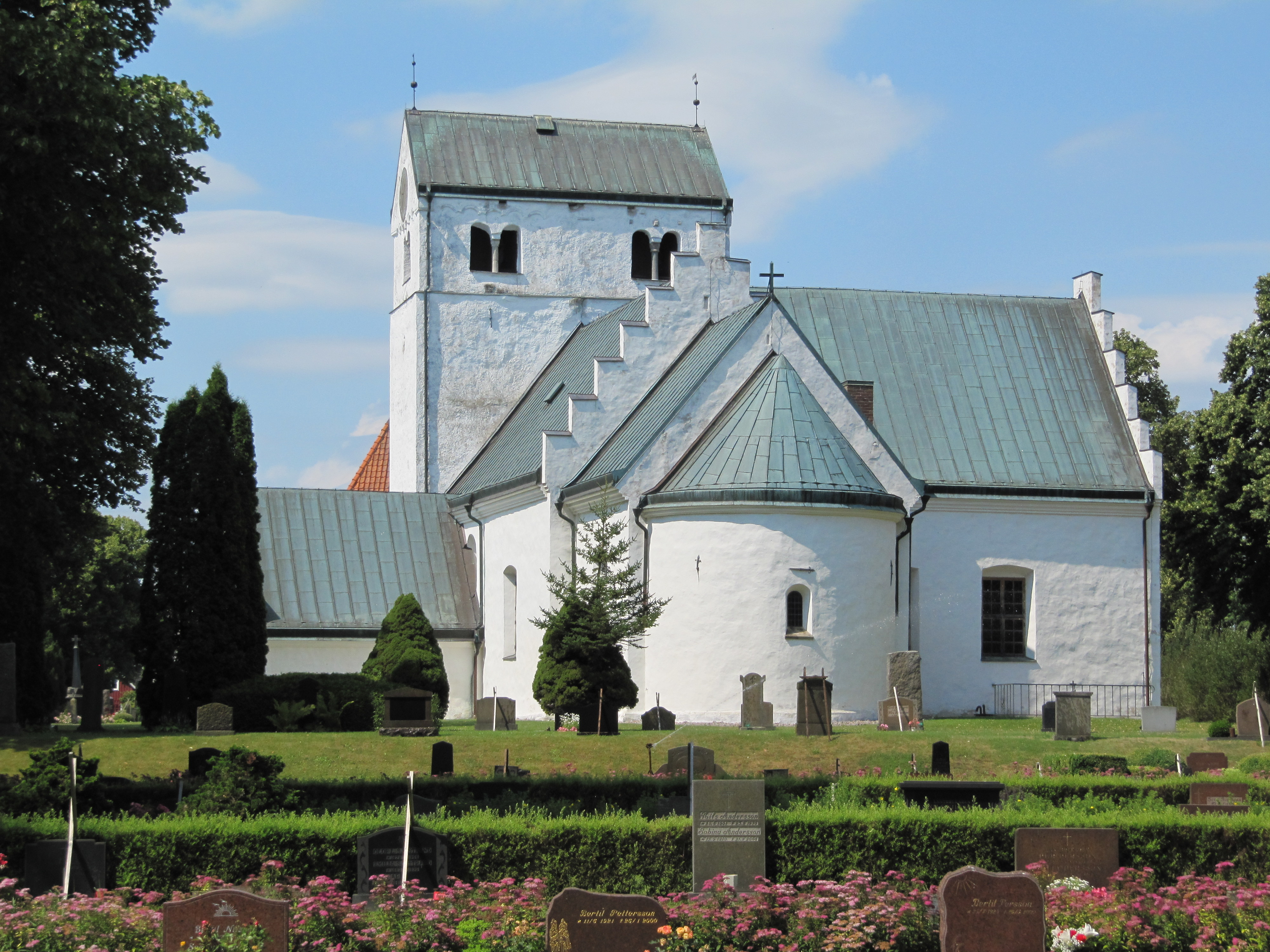
Kyrkan från öster
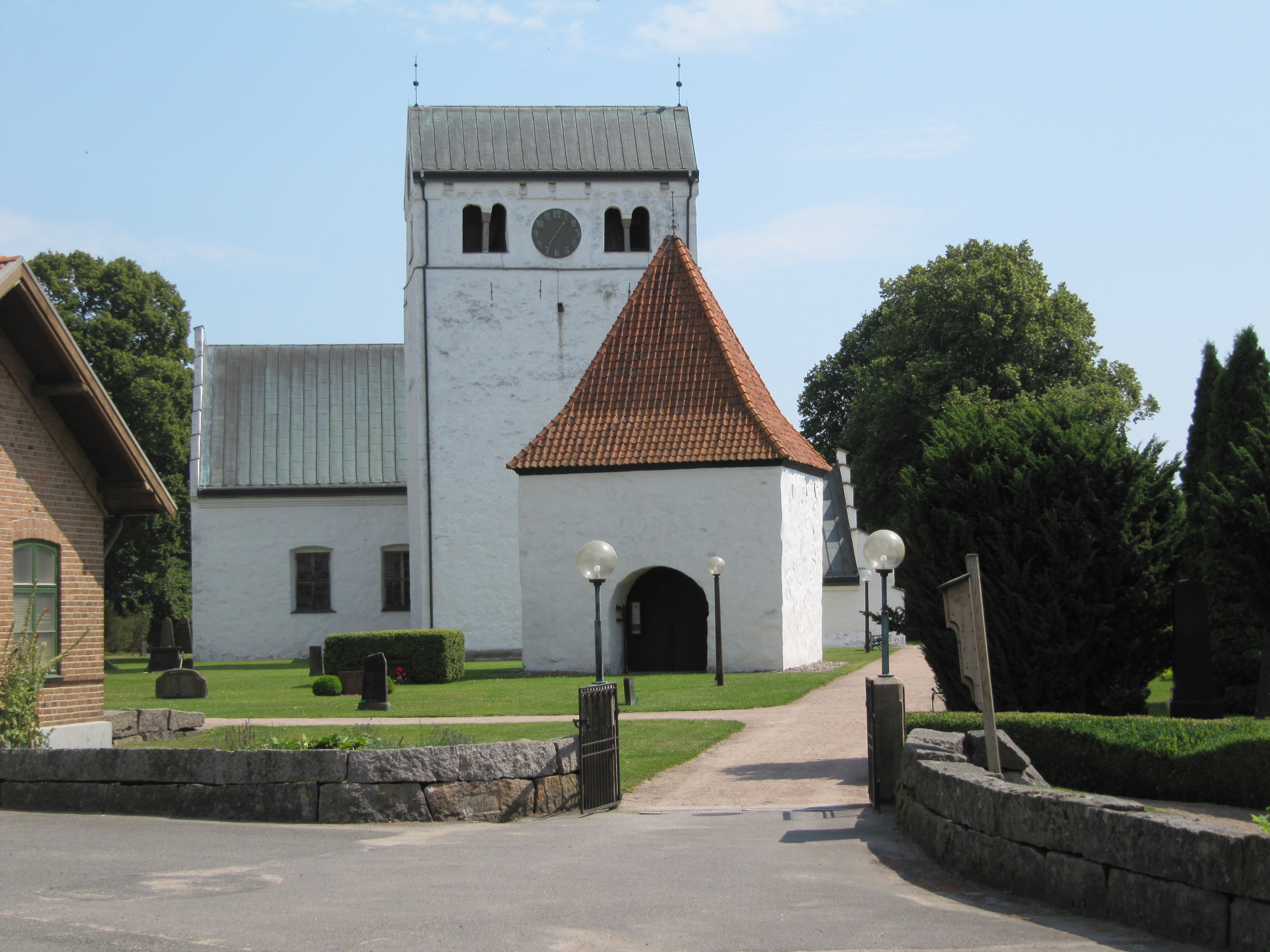
Kyrkan från väster med porthus
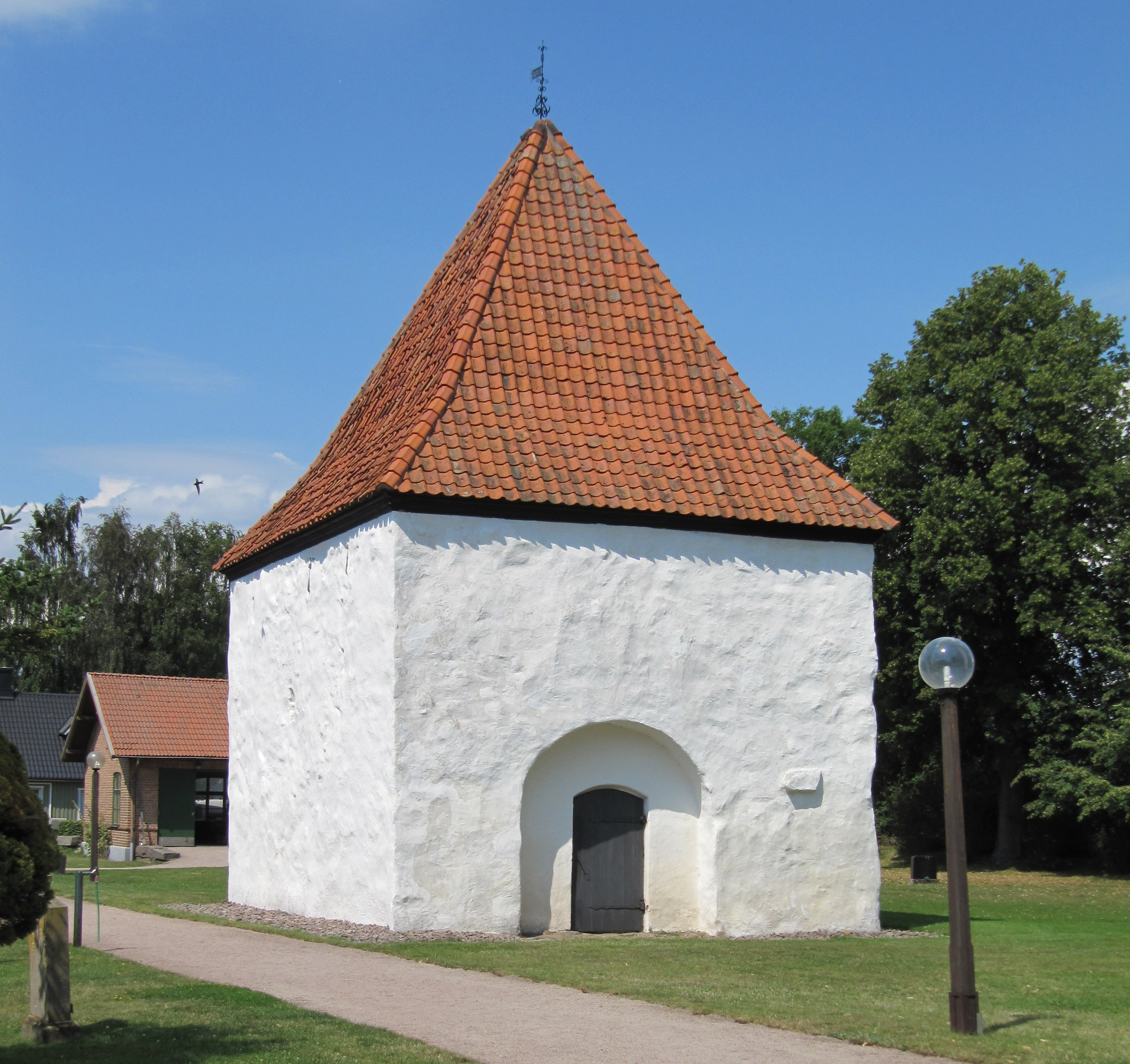
Porthus från tidigare mur
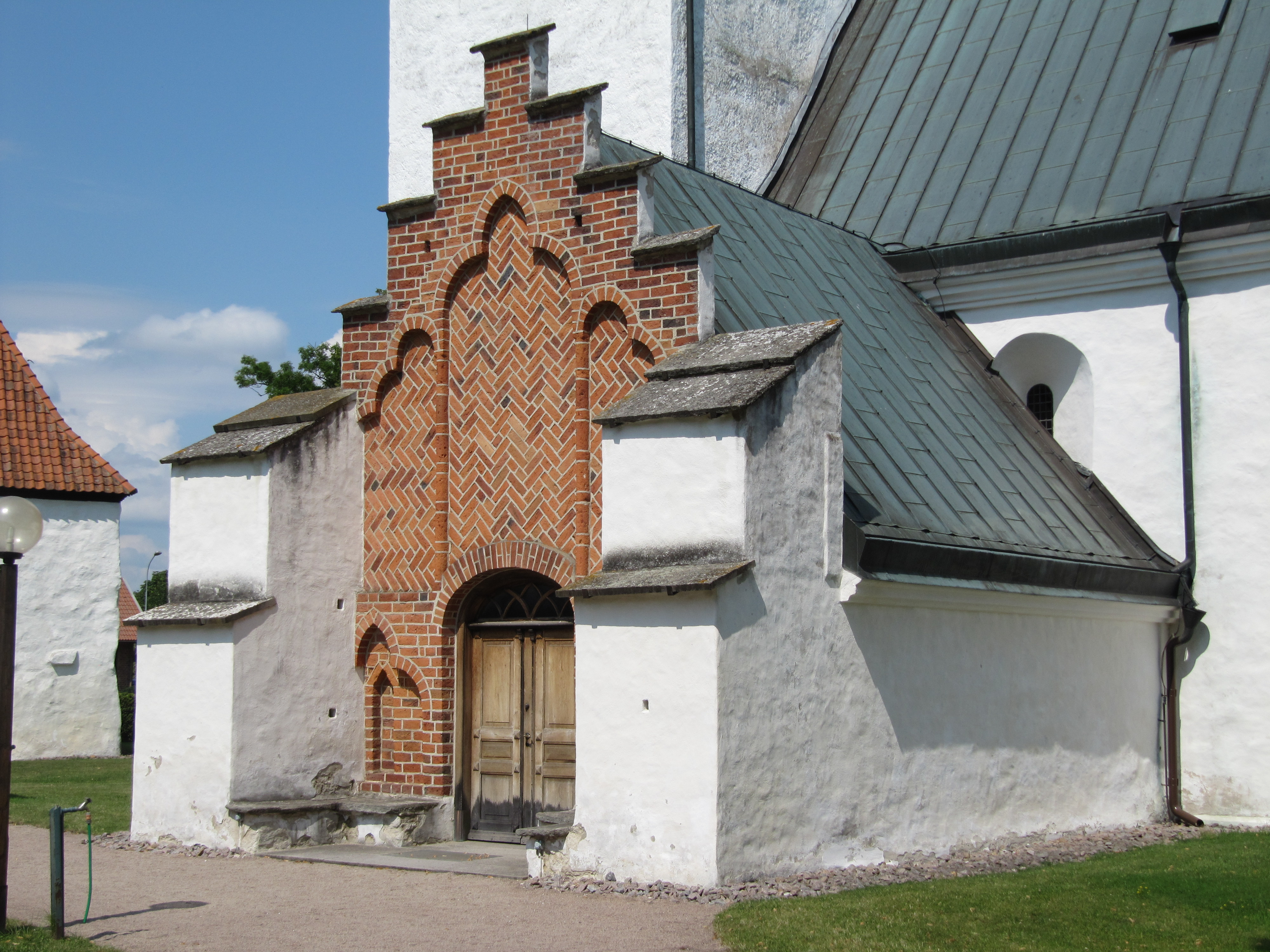
Vapenhus med rekonstruerat medeltidsfönster